# District d'Orléans
Le district d'Orléans est une ancienne division administrative française du département du Loiret de 1790 à 1795.

## Histoire
Le district est créé à la Révolution française en 1790 et disparaît en 1795 pour être remplacé par les arrondissements en 1800.

## Géographie
Le district est composé des cantons d'Orléans, La Chapelle Saint Mesmin, Chateauneuf, La Ferté Saint Aubin, Fleury, Gidy, Ingré, Jargeau, Olivet, Patay, Saint-Denis-de-l'Hôtel, Saint-Jean-de-Braye et Tigy.

## Galerie

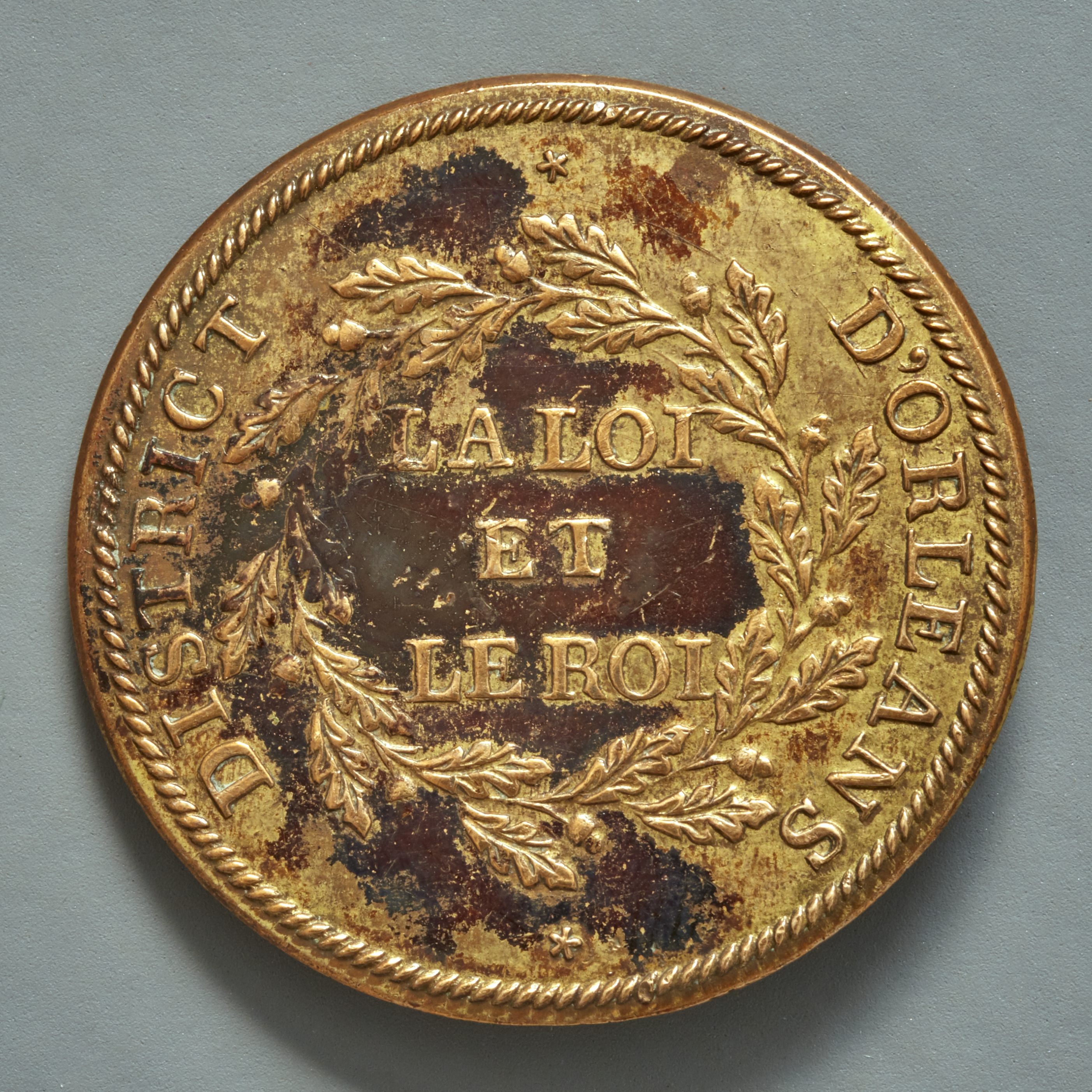
Bouton (musée Carnavalet)